# Fachschule der Luftwaffe
Die Fachschule der Luftwaffe (FSLw) ist eine Fachschule der Bundeswehr auf dem Fliegerhorst Faßberg.
Die Fachschule der Luftwaffe bietet für die Teilstreitkräfte und militärischen Organisationsbereiche einen zivil anerkannten Bildungsabschluss einer deutschen Fachschule an. Sie bereitet die Offizieranwärter der Laufbahn der Offiziere des militärfachlichen Dienstes auf ihre spätere Tätigkeit vor. Die Ausbildungszeit beträgt zwei Jahre.
Ausbildungsverlauf und Lehrinhalte richten sich nach den Vorgaben für berufsbildende Schulen des Niedersächsischen Kultusministeriums. Dessen Vorgaben werden durch verwendungsbezogene militärische Anteile ergänzt. Nach bestandener Abschlussprüfung erhalten die Absolventen einen anerkannten Abschluss als staatlich geprüfter Betriebswirt oder staatlich geprüfter Techniker, der gemäß dem Deutschen und Europäischen Qualifikationsrahmen dem Niveau 6 entspricht.